# Płaczki (przystanek kolejowy)
Płaczki − wąskotorowy kolejowy przystanek osobowy w Płaczkach, w Polsce, w województwie wielkopolskim, w powiecie średzkim, w gminie Zaniemyśl. 

## Charakterystyka
Należy do Średzkiej Kolei Powiatowej. Znajduje się na linii kolejowej ze Środy Wielkopolskiej Miasto do Zaniemyśla. Linia ta została otwarta w dniu 19 sierpnia 1909 roku. Pierwszy pociąg przejechał przez nią w dniu 1 maja 1910 roku. Obecnie przez przystanek jeżdżą pociągi turystyczne (od czerwca do końca sierpnia).